# فيليب مايكل توماس
فيليب مايكل توماس (بالإنجليزية: Philip Michael Thomas) هو مغني وممثل أمريكي، ولد في 26 مايو 1949 بكولومبوس في الولايات المتحدة. ومن أهم أعماله دور المحقق «ريكاردو تابس» في مسلسل الامريكى الشهير «ميامى فايس» 

## وصلات خارجية
- فيليب مايكل توماس على موقع IMDb (الإنجليزية)
- فيليب مايكل توماس على موقع روتن توميتوز (الإنجليزية)
- فيليب مايكل توماس على موقع ألو سيني (الفرنسية)
- فيليب مايكل توماس على موقع أول موفي (الإنجليزية)
- فيليب مايكل توماس على موقع قاعدة بيانات برودواي على الإنترنت (الإنجليزية)
- فيليب مايكل توماس على موقع قاعدة بيانات الأفلام السويدية (السويدية)
- فيليب مايكل توماس على موقع إن إن دي بي (الإنجليزية)
- فيليب مايكل توماس على موقع قاعدة بيانات الفيلم (الإنجليزية)
- فيليب مايكل توماس على موقع كينوبويسك (الروسية)